# یوشیهیکو ماتسواوکا
یوشیهیکو ماتسواوکا (ژاپنی: 松岡 良彦؛ زادهٔ ۲۹ ژوئیهٔ ۱۹۷۷) یک بازیکن فوتبال اهل ژاپن است.
از باشگاه‌هایی که در آن بازی کرده‌است می‌توان به باشگاه فوتبال ویسل کوبه اشاره کرد.